# Ошибка (стихотворение)
Мы похоронены где-то под Нарвой, под Нарвой.

Мы похоронены где-то под Нарвой, мы были — и нет.

Так и лежим, как шагали,— попарно, попарно;

Так и лежим, как шагали,— попарно, и — общий привет.

И не тревожит ни враг, ни побудка, побудка;

И не тревожит ни враг, ни побудка — помёрзших ребят!

Только однажды мы слышим, как будто, как будто;

Только однажды мы слышим, как будто — вновь трубы трубят…
«Оши́бка» — стихотворение, написанное Александром Галичем. Также известно по первой строчке: «Мы похоронены где-то под Нарвой». Широкую популярность получило в виде песни «Ошибка (реквием под гитару)», исполняемой самим автором. Вариант названия: «Гуляет охота».

## История создания
История создания этого стихотворения известна со слов самого Галича. Выступая на Радио «Свобода» в 1974 году, он рассказал следующий эпизод.

В шестьдесят втором году я с группой кинематографистов вылетал на пленум Союза кинематографистов Грузии. Неизвестно, почему послали меня туда, я к Грузии, в общем, не имел никакого отношения, но так, попался под руку — меня и послали. И вот в самолёте, когда мы уже вылетели, я открыл последний номер газеты и прочёл о том, что Никита Сергеевич Хрущёв устроил для своего дорогого гостя, великого революционера, представителя «Острова свободы», Фиделя Кастро... правительственную охоту с егерями, с доезжачими, с кабанами, которых загоняли эти егеря, — и они, уже обессиленные, стояли на подгибающихся ногах, а высокое начальство стреляло в них в упор, — с большой водкой, икрой и так далее. Маленькая деталь: охота эта была устроена на месте братских могил под Нарвою, где в тысяча девятьсот сорок третьем году ко дню рождения Гения всех времён и народов товарища Сталина было устроено контрнаступление, кончившееся неудачей, потому что оно подготовлено не было, оно было такое парадное контрнаступление. И вот на этих местах лежали тысячи тысяч наших с вами братьев, наших друзей. И на этих местах, вот там, где они лежали, на месте этих братских могил, гуляла правительственная охота.

Я помню, что когда я прочёл это сообщение, меня буквально залило жаром, потому что я знал историю этого знаменитого контрнаступления, и вот... эта трагичная, отвратительная история. И тут же в самолёте я начал писать эту песню и, когда мы приехали в Тбилиси, я не пошёл на какую-то там очередную торжественную встречу, а, запершись у себя в номере гостиницы, написал её целиком. Потом я попросил достать мне гитару и положил её на музыку. И вот так возникла песня под названием «Ошибка».
Однако биограф Галича А. Н. Костромин ставит под вопрос такую дату создания песни. Он пришёл к выводу, что в позднем интервью на радио Галич спутал года, и реальный год создания — 1964. Именно в этом году Галич летал на пленум в Грузию, и именно в этом году была подходящая охота Хрущёва и Кастро, которая происходила всё равно не под Нарвой, а в Подмосковье. Костромин отмечает, что, возможно, на Галича подействовали сообщения об охоте на первых полосах газет и юбилейные заметки к двадцатилетию (1944—1964) военных действий под Нарвой — на последней. Фактологический материал о Мерикюласком десанте, который тогда не предавался огласке, мог быть накоплен Галичем во время работы над фильмом «Государственный преступник».
Обилие неточностей отмечал не только Костромин, но и другие биографы Галича, Б. Богоявленский и К. Митрофанов: «…Поэт спутал практически всё, что мог спутать: время боёв, место охоты, год создания песни», Ю. Андреев: «Под Нарвой пехота полегла не в 43-м, а в первый раз — в 41-м, и спасла тем самым мой Ленинград, а второй раз — в 44-м, и открыла дорогу к освобождению всей страны и народов Европы».
Возникали вопросы и к следующей фразе: 

Вот мы и встали, в крестах да в нашивках…
О каких крестах шла речь в наступлении Советской армии?

Костромин призывает толковать стихотворение в более широком смысле: 
Следует признать, что Галич писал песню „Ошибка“ не об охотниках Фиделе и Никите. Не о погибшем в Мерекюла десанте. Не о сорок третьем годе. Не о Нарве, наконец. Всё это было — поводом. А написана песня — о великом и несчастном русском солдате, жизнь которого никогда в грош не ставилась. Написана — о бессовестном забвении памяти павших. И только. И — никаких исторических примет. И — никаких исторических ошибок. И — кресты.

## Первые публикации и издания
- Текст песни впервые был опубликован в книге: А. Галич. «Песни». // Художник О. Соханевич. — Франкфурт-на-Майне: «Посев», 1969, 132 с., суперобложка.
- В конце 1974 года песня была записана и вошла в состав I прижизненной пластинки поэта «A Whispered Cry. Sung in Russian by Alexander Galitch» (1975).
- В СССР текст песни был впервые опубликован в еженедельнике «Неделя», 1988, № 48.